# Campionati europei di canoa slalom 2025
I Campionati europei di canoa slalom 2025 (ufficialmente 2025 European Canoe Slalom Championships) sono stati la 26ª edizione della competizione continentale. Si sono svolti dal 15 al 18 maggio 2025 presso il Vaires-sur-Marne Nautical Stadium di Vaires-sur-Marne in Francia.

## Podi

### Uomini
| Evento                 | Oro                                             | Punti        | Argento                                                  | Punti          | Bronzo                                                   | Punti      |
| C1                     | Miquel Travé                                    | 87.32        | Nicolas Gestin                                           | 88.86          | Žiga Lin Hočevar                                         | 89.01      |
| C1 a squadre           | Regno Unito Adam Burgess Ryan Westley Luc Royle | 91.27        | Slovenia Luka Božič Žiga Lin Hočevar Benjamin Savšek     | 92.81          | Slovacchia Matej Beňuš Marko Mirgorodský Michal Martikán | 94.75      |
| K1                     | Jiří Prskavec                                   | 80.03        | Titouan Castryck                                         | 81.24          | Martin Srabotnik                                         | 81.91      |
| K1 a squadre           | Germania Noah Hegge Stefan Hengst Hannes Aigner | 85.89        | Francia Titouan Castryck Benjamin Renia Anatole Delassus | 86.73          | Spagna Pau Echaniz Miquel Travé David Llorente           | 87.40      |
| Kayak cross            | Jakub Krejčí                                    | Jakub Krejčí | Benjamin Renia                                           | Benjamin Renia | Sam Leaver                                               | Sam Leaver |
| Kayak cross individual | Gabriel De Coster                               | 53.80        | Mathurin Madore                                          | 54.14          | Benjamin Renia                                           | 54.31      |

### Donne
| Evento                 | Oro                                                            | Punti           | Argento                                            | Punti        | Bronzo                                                  | Punti        |
| C1                     | Mònica Dòria                                                   | 103.73          | Laurène Roisin                                     | 106.76       | Doriane Delassus                                        | 107.23       |
| C1 a squadre           | Rep. Ceca Gabriela Satková Martina Satková Adriana Morenová    | 103.00          | Francia Angèle Hug Laurène Roisin Doriane Delassus | 105.28       | Italia Elena Borghi Marta Bertoncelli Elena Micozzi     | 107.44       |
| K1                     | Ricarda Funk                                                   | 89.36           | Gabriela Satková                                   | 92.59        | Zuzana Paňková                                          | 93.67        |
| K1 a squadre           | Rep. Ceca Gabriela Satková Lucie Nesnídalová Antonie Galušková | 98.86           | Spagna Maialen Chourraut Laia Sorribes Leire Goñi  | 100.50       | Regno Unito Kimberley Woods Lois Leaver Nikita Setchell | 101.22       |
| Kayak cross            | Camille Prigent                                                | Camille Prigent | Emma Vuitton                                       | Emma Vuitton | Olga Samková                                            | Olga Samková |
| Kayak cross individual | Camille Prigent                                                | 58.10           | Angele Hug                                         | 59.22        | Kimberley Woods                                         | 59.33        |

## Medagliere
| Posiz. | Nazione     | Oro | Argento | Bronzo | Totale |
| ------ | ----------- | --- | ------- | ------ | ------ |
| 1      | Rep. Ceca   | 4   | 1       | 1      | 6      |
| 2      | Francia     | 2   | 9       | 2      | 13     |
| 3      | Germania    | 2   | 0       | 0      | 2      |
| 4      | Spagna      | 1   | 1       | 1      | 3      |
| 5      | Regno Unito | 1   | 0       | 3      | 4      |
| 6      | Andorra     | 1   | 0       | 0      | 1      |
| 6      | Belgio      | 1   | 0       | 0      | 1      |
| 8      | Slovenia    | 0   | 1       | 2      | 3      |
| 9      | Slovacchia  | 0   | 0       | 2      | 2      |
| 10     | Italia      | 0   | 0       | 1      | 1      |
| Totale | Totale      | 12  | 12      | 12     | 36     |